# 図面

プレゼンテーション目的用 Latécoère 28 第三角法図面

図面（ずめん）とは、何かの機能や構造、配置を描いた図。
多くは、電気・電子機器、機械や土木建築物の設計結果を記した設計図を指す。
図面は、設計成果だけではなく、実測図、地図といった現状を示した図面等もある。
設計図面は 、部分やオブジェクトといったある一連の図、建物や製造指示を、二次元ダイアグラムで記述し伝達するために用いられる。通常、紙に描画もしくは印刷されるものを指すが、現在はデジタルファイルの形態をとることもある。
設計図面は、アーキテクチャ、エンジニアリング、または計画といった技術的な事項においての伝達のために用いられている。これらの分野での目的は、サイト/敷地、建物、製品またはコンポーネントといった意図するものを幾何学的特徴で捉えることで伝達事項を正確かつ明確にすることである。
設計図面は、プレゼンテーションまたは配向の目的でおこなうこともある。
設計図面の目的は、既存の場所または物体を描写し建設または製造業者が施工もしくは製造を実現することを可能にする十分な情報を伝えることである。
設計図面の作製方法、及びそれらを作製する技術は、作図技術と呼ばれる。
設計図面は、より正確には正投影などの他は、物体を見下ろした平面図やフロアプランなどのように単一のビューで把握するために描写されている。
製作施工図は、土木図面や建築図面などの構造図、機械製図、電気図面や配管図面などでの製造図といった設計図面の一種で、エンジニアリング製品または建築物を建設に必要な設計図書の一部である。エンジニアリングでは、これらの図面は指定された寸法や角度を、製造するために必要なすべてのデータが表示されている。

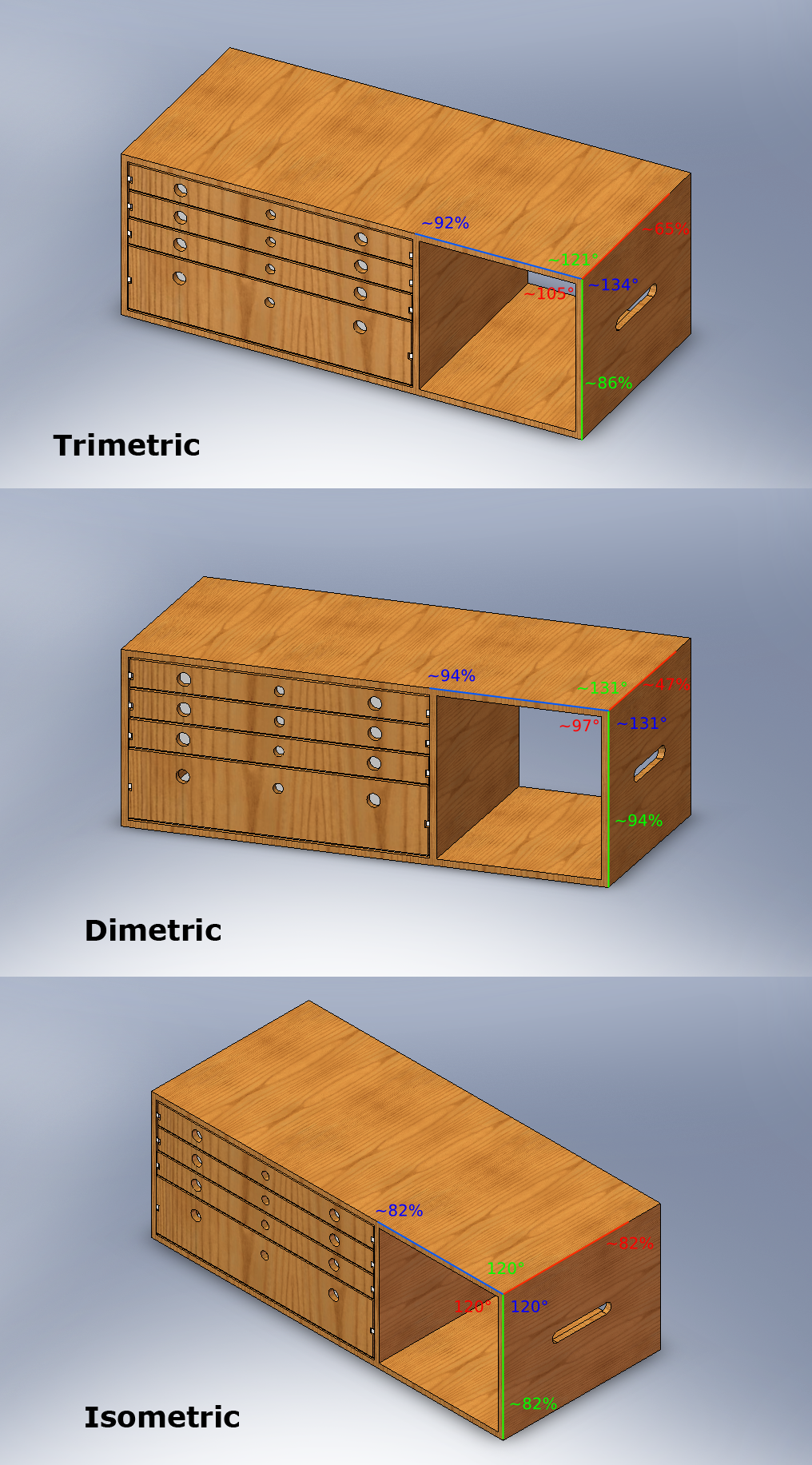
3つの不等角投影図

## 概要

### 形式
設計図面は設計技術者と依頼者・発注者、あるいは施工者・製造部門とのインターフェースを取るための技術文書でもあり、設計成果物のひとつでもある。最終的な出力としてできあがる紙の図面の値打ちは、そこに書かれるものにあり、紙そのものにあるわけではない。
構造物や製品の引渡し時に製本し添付されることも多く、製品や、半製品、部品に添付されるものを特に納入仕様書と呼ぶことがある。かつて青図であったものが、やがて普通紙コピーやプロッタで出力されたものになり、さらにPDFや、SXF形式で電子納品されるようになったが、図面は必要である。

### 縮尺
図面はある大きさに縮めた形で描かれているが、通常は図面にはスケールがあり、ある割合に基づいて場所やオブジェクトの実際のサイズに相対的に描かれている。 
さまざまな尺度は、図面一式それぞれ異なるように使用することができる。 例えば、フロアプランの詳細図は、24分の1に描画したのに対し、48分の1（または4分の1 "= 1'-0"）に描画することができる。
JIS Z8314 (ISO 5455 に対応する)において縮尺は以下の値を推奨尺度としている。
- 倍尺 50 : 1、20 : 1、10 : 1、5 : 1、2 : 1
- 現尺 1 : 1
- 縮尺 1 : 2、1 : 5、1 : 10、1 : 20、1 : 50、1 : 100、1 : 200、1 : 500、1 : 1000、1 : 2000、1 : 5000、1 : 10000

### 投影測図

正投影図では第三角（右）または第一の角度（左）のどちらであるかを定義するのに使用する。

投影図面は二次元平面上に3次元オブジェクトを表現する際、使用する投影法または図法が図面の読みやすさに非常に重要となる。図法は場所空間やオブジェクトに基づき投影手法を選ぶ際、視点を仮定することによって導き出される。
図面の投影形式は「中心投影」と「平行投影」があり、次のものがある。
平行投影
- 垂直投影（軸投影）
  - 正投影 - 平面図など一般図、外装の通常側面図、セクション投影（特定の切断面での内部の眺め等）
  - 軸測投影 - 一般的な立体を表した図、姿図など
    - 等角投影法図
    - 等軸測投影法図
    - 斜方投影

  - 標高投影 - 地形図、造成用の平面図、天気図など
- 斜投影

中心投影
- 透視投影（遠近法）- 鳥瞰図、完成予想図など

## 各種の図面の例

### 機械設計分野
- 製作図: 素材から加工して部品を作るための指示を行う。
- 組立図: 部品を組み合わせて機械装置をまとめるための指示を行う。
- 日本工業規格で機械製図法として規定・標準化されている。

### 電気設計分野
- 回路図: 電気回路や電子回路を回路シンボルで示したもの。
  - 電気回路（受変電設備、プラントなどの制御設備）では、用途に応じ単線接続図、三線接続図、展開接続図などがある。
- 系統図: 装置やシステムの構成を機能単位のシンボルで示したもの。ブロックダイヤグラム。
- 他に、デジタル回路の動作タイミングを示すタイミングチャート、プリント基板の部品配置や配線パターンを示すパターン図（アートワーク図とも呼ばれる）、機器を設置するための工事用図面などがある。

### 土木・建築分野

#### 図面種別
土木分野・建築分野では対象とする構造物が他分野に比べ大きいことから、作図にあたっては小さい縮尺が採用され、用紙サイズも比較的大きなものが使われる。土木ではA1サイズ以上、建築ではA2サイズ以上の使用例が多い。
土木・建築分野においては、対象とする構造物が一般に個別のオーダーメイドである。このため、設計段階で描かれた設計図は施工段階で細部を煮詰めたり変更されることが一般的であり、設計図とは別の図面として施工図や詳細図が作成される。
いずれも、必要に応じ下記の図面も作製される。
変更設計図
当初の設計図書により、請負残金や工事経過などで原設計と現地との間との不都合が生じた場合に作図で是正した図面。当初の設計図に描き込む場合が多い。
竣工図
工事完成した際の出来形図。作製した設計図を利用して作成され、竣工検査や工事竣工額（精算）の算定などの基礎ともなる。提出の際に製本されて納品される場合もある。構造物が完成し、将来の補修などのため完成状態を表す。
仮設図
工事において仮設を行うのに必要となる図面。表現は平面図や断面図、詳細図などで当該工事で必要に応じ仮設状況がわかるように製作される。公共工事での設計図書において、当該工事での仮設が手法を指定しない任意仮設の場合、請負者の入札見積作製の迅速化を目的に「参考資料」として添付している場合もある。
土工図/土工図面
土工区分表、土工区分図、土工定規図など、また断面図で表されることから土工区分横断図、土工横断図、土工断面図などさまざまな呼び名があるが、積算資料として、切土（掘削、床堀）盛土、埋戻しや法長など、また積算基準に基づいたそれらの区分を表し、土量計算/土工数量算出するために製作される図面。同時に土工の流れ、切土盛土のやりとりがわかるよう土工フロー図（土量配分図）なども製作される
出来型管理図
工事において基準及び規格値に基づき、施工された構造物が発注者の意図する規格基準に対し、どの程度の精度で施工されたか、その施工技術の度合を管理するため（出来型管理）の図面。当該工事設計図の利用や展開図、管理図表の形式で製作される
工程能力図

#### 建築分野における図面
図面は共通言語であり、情報伝達ツールであり、法規をクリアした証明にもなるが、
建築は一品ずつの個別生産品であり、同じものがないといっても過言ではなく、標準化されたものでも開口や仕様は違っている。そして、人の生活を守り育むための重要な器であり、高価な財産でもある。そのため、関わるすべての人に間違いなく正確な情報、データが行きわたることが必要となる。
また、設計者の意図、コンセプトが織り込まれており正確に伝わらないと意図する
ものはできない。
現在、ほとんどの図面はCAD (Computer Aided Design)で描かれており、そのデータを利用して、打合せを行うことが多くなっている。
最新のCADはBIM (Building Information Modeling)と呼ばれるものに移行しつつあり、光·風·音のシミュレーションや施工検討やコストコントロールなどが基本設計段階で検討できるようになっている。
建築製図には、いくつかの約束事がある。
日本工業規格(JIS A 0150. JIS Z 8311. JIS Z 8312, JIS Z 8314、JIS Z
8317)、国際規格(IS04068. IS07519、IS08048)、建築工事設計図書作成基準(国土交通省)などがあり、日本においては、JIS規格に合わせて製図が行われているが、ISO規格にも準拠するように調整が進められている。国土交通省の作成基準は、日本の国の基準であり、公共施設はこの要領で作成されている。
建築分野では、設計段階で細部まで詳細な図面を作図しておらず、施工段階で施工のための詳細図面を描きながら施工していく。この図面を施工図と呼ぶ。
設計段階での設計図は基本設計図と実施設計図とに分けられる。基本設計図は事前の見積もり積算、許認可の取得のために、あらかたの大きさや、外観などを書く図面。
建築確認申請では採光面積計算表と壁量計算書、排煙計算書が必要になる。
主には次の図面がある。
（基本設計図）
これらの図面があれば確認申請の大部分の図面を網羅。そして構造関係と求積関係の図面つまり、大きなハードルである法律確認ができる体裁が必要。
周辺付近見取図
付近の地域で建築の対象予定地がどこかを示した図面。敷地案内図として近くの駅や目印になるような施設からの道在案内を盛り込む場合もある。できるだけ図面の上方向が北になるように描くのが共通ルールであるが、配置図との兼ね合いで変える場合もある
配置図
対象地の敷地においてどの位置に建物を建てるかを示した図。建物の位置を決める図で基準点(ベンチマークや敷地境界など)からの距離を設定し位置を決めている。1カ所だけでは決まらないので2カ所決めておく場合もある。建物の位置は設計段階は配置図できめられるが、施工に入って最終的な位置を決めることになる。
平面図
各階ごとの間取り図。玄関や部屋割りと戸口や窓位置から、柱や筋交いの位置などを示されている。間取り、各室の用途及び床面積がわかる図面で家具や設備を記入されていることもある
立面図
建物を東西南北の面から見た姿図。縮尺と開口部位置がわかるようにし、高さの情報を示ず図面で、延焼のおそれなど法規上の位置を示す線を記入することもある
断面図
建物を切断時の切り口の姿図。地盤面(設計時に算出する)と各階の床および天井の高さ、軒およびひさし並びに建築物の各部分の高さを記入する
矩計図(断面詳細図)
建物の断面図の詳細版。壁の状況から基礎形状と床、天井裏などでの構成部材の材質や寸法などを表現し構造部材を把握するとともに、基礎や天井や建具などの高さ関係を確認することができる。建物の各部の高さを表記し基礎、床組み天井、屋組み、開口部、建具材などの寸法を記入することで納まりや仕上げを表現しその建物の重要な部分を集中的に記入して表現する図面
求積図
敷地、建築面積、床面積に関する求積を示した図
構造図
地下室や特殊な基礎を計画する場合、その部分についての構造を示した図で、建築確認申請に必要となる
（実施設計図）
表紙
工事事名称、図面作成年月日、製作会社名を記入してあるもの。
特記仕様書
建築では図面として他設計図と同サイズで作製されるが、内容は図面では表現できない工事に関する事項を表形式で文章化している。素材の基本的性能や仕様についてや仕上材などの詳細について表現しているが、使いたい素材やメーカーを記入したり検討したい素材や仕様を記入することもある。設備機器などは品番やメーカー名等も記載されている。
仕上表（内部仕上表）
これも特記仕様書同様図面として作製され、建物の各部の仕上材の種類や厚み、内外部の床・壁・天井などの仕上げを表にして表している。
各階平面図（芯線図）と平面詳細図
平面図を拡大し、建物部屋に細かい部分の寸法や形状を詳細に表したものが平面詳細図で、壁厚や造作家具の寸法、設備機器の具体的な取り付け位置、窓幅や取り付け位置などが詳しく表現なされている。
梁伏図（基礎伏図、床伏図、屋根伏図・小屋伏図、天井伏図）
床下や天井裏など、目に見えない部分の構成や構造部材を表現した図で、基礎伏図は最下階の床を剥がして上から見た基礎の姿を表した図で、床伏図は上から見た土台（大引き、根太など）の姿図。屋根伏図は屋根を真上から見た図でその状態を平面的に表現している。小屋伏図は屋根、瓦などをの家屋で、その上から見た垂木、小屋梁、母屋などの姿の図。これらは屋根の形状や寸法、仕上げ材などを確認できる。天井伏図は天井を見上げたときの姿図でその状態を表現し、照明器具やトップライト、天井埋め込みの設備等、天井に取り付けられる機器の位置関係を確認することができ、天井を加工する際にこの図面で検討確認を行う。
軸組図
施工する建物の各通り心ごとで切断して見た姿で骨組みを表した図面で土台から柱と梁、構造によっては小屋束や母屋部分などの架構と寸法や継手、材種などを表した図面。
建具表
建具の形状、寸法、姿図、仕上げ材などが示されたもので、ドアやサッシなど室内ほかに設置される全ての建具を一覧表にしたもの。建具の姿図や寸法、材質、付随する建具金物、取り付ける場所までが表現される。
室内展開図
各部屋の壁面を描いた図で、部屋の真ん中に立ち四方の壁を見た状態を表現したもの。各壁面に見えてくる、窓やドア、回縁や幅木、造作家具や設備機器などが表現され、さらに天井の高さや窓の取り付け位置、棚の高さなども記入する。
電気設備図
電気設備の系統や照明、コンセント、スイッチなどの位置を示した図
空調換気設備図
空調や換気の系統、エアコンといった室内機や室外機、換気扇の設置位置を表した図
給排水設備図
トイレや洗面所、浴室などの給湯、給水、排水の給排水系統や衛生設備機器の取り付け位置などを示し図で系統を表したもの。
ガス設備図
ガス栓などの位置や給湯器やガス調理機器、ガス配管の系統やガス関係機器の取り付け位置などを示した図
外構図
建物の外回りの状態を示した図で敷地の建物を除く部分がどのように整備されるかを表す。門扉、塀、カーポート、植栽、玄関ポーチやテラスなどの位置や形状、材質や高さ関係などを現す。室内と屋外のつながりや人の動線などを検討することができる。
施工図
実際に施工することになったときに、詳細の収まりを考え平面図、立面図、展開図、天井伏図などとして書く図面。躯体図、平面詳細図、配管図、プロット図、割付図等。
配筋図
鉄筋コンクリート構造物において、コンクリート内部の鉄筋の配置を示した図面。このほか、鉄筋の加工形状を示した加工図、鉄筋の材料集計を行なう鉄筋表などもある。

#### 土木分野における図面
土木分野では、設計段階で鉄筋の1本に至るまで本数や長さを確定し、詳細な数量が算出されている。したがって、建築に見られるような施工図は一般に必要なく、足場や支保工など仮設構造に関する図面を施工図として作図する程度である。施工中に図面を変更する場合は、竣工図（または完成図）にて明示する。
日本においては、土木関連の図面にはCALSの適用が進んでおり、図面のファイル名には段階に応じた頭文字のアルファベットを付与することとなっている。以下は国土交通省の製図基準による区分であり、同省ではこれをライフサイクルによる区分と称している。
- S - 測量段階(Survey) 計画や測量に関する図面。
- D - 設計段階(Design) 設計図。
- C - 施工段階(Construction) 完成図。
- M - 維持管理(Maintenance) 維持管理図。

土木分野における代表的な図面を以下に示す。
位置図
構造物が施工される場所を地形図上に示した図面。図面というより地図に近く、規模の大きな構造物では1/10,000以下の縮尺が用いられることもある。
一般図
構造物の全体像を示した図面であり、平面図・側面図・立面図（断面図）により展開される。設計条件等も書き込まれる基本の図面である。
線形図
道路・鉄道・河川など長い延長を持つ構造物に付与される図面で、路線・河川の線形（幾何形状）を図化し、またその条件を書き込んだ図面。平面線形を示した図面のほか、縦横の縮尺を変えた縦断図もある。
配筋図
建築同様鉄筋コンクリート構造物において、コンクリート内部の鉄筋の配置を示し、鉄筋の加工形状を示した加工図、鉄筋の材料集計を行なう鉄筋表が作成される。

### 造園分野
造園分野でも造園計画や設計．施工、維持管理などに際して図面をそれぞれ作製される。
使用される縮尺とその図面の種類は、標準的なものが下記のとおりである。
- 1/50000 - 土地利用の計画などで使用される。地形図など
- 1/25000 - 公園緑地の配置計画など
- 1/10000 - 地域のランドスケープ計画など
- 1/3000 - 300ヘクタール以上の造園、大規模な公園やレクリエーションエリアの基本計画など
- 1/1000 - 100ヘクタール程度の造園空間、たとえば住宅団地などの基本計画図、造成計画平面図など
- l/500 - 30ヘクタール以下の造園空間、たとえば都市基幹公園の基本設計、基本計画など
- l/200 - 公園の実施設計計画など
- 1/100 - 小公園や都市広場の実施設計など
- 1/50 - 庭園や緑道などの実施設計
- 1/20 - 造園施設の詳細図など
- 1/10.1/5 - 部分詳細図など

またさらに上記で小規模で分かりにくいものに際しては、拡大したものを製作する場合がある。
- 1/1 - 原寸図。通常は小規模施設等の検討用

造園の設計では基本計画や基本設計から実施設計まで、どれも平面図が同じとなるため、造園の計画図面段階においてはマスタープランを表現する図面の他に「概念図」を描く。ゾーニングや動線計画などを含めた、かたちにする以前の概念の組み立てとして図面を作製する。こうして設計段階のプロセスから整理し土地利用の仕方を理解する。
造園の設計図面には、アイデアや完成イメージを伝えるためのプレゼンテーション用の図面と造園工事実施用の施工図面とがある。
プレゼンテーション用の図面は主にコンペティション（設計競技）やクライアント（施主）への説明のための図面であるが、図形記号よりも絵画表現・描法に近く、表現技法について筆記用具を駆使して線の太さ強弱と濃淡、定規での使用線やフリーハンドで描く、必要に応じ着色、などが重要となる。
プレゼンテーションでは、図面の印象は非常に重要となるため、どのような表現をとるのかを考慮し、平面図上で陰影をつけるなどから、樹木および地表面の描画手法のバリエーションの工夫を行う必要がある。
テクスチャ（肌理）により地表面を表現しておくと、あとは簡易な色付けで図面を完成させることができる。芝生地のように面が広がる地表面の場合には、輪郭部分だけのテクスチャを入念に描く表現が行われる。 
また上記投影法を駆使して鳥瞰図などの完成予想図、見取図などを製作する場合も非常に多い。鳥瞰図(Birdseye View)は一種の透視図でもあるが、視点の位置を一層高度にしたもの。配景図ともいい庭園設計の場合多く用いられる。工事目的物の設計意図や竣工姿をより端的に、より直視的に施工者に伝達する意図で作製される場合もある。
施工図面は施工時に必要な正確な寸法や仕様を示した設計図である。
各種の設計図で植栽に関しては、必要に応じ樹冠の大きさと樹幹の位置、木の特徴をわかるような表現で描写し、木のかたまりが必要な場合は、樹木群として樹冠の輪郭線のみを描写するが、低木の場合、樹冠の輪郭線だけが示されることが多い。造園製図を参照。 
工事に伴い早速設計し作図を行われる。1枚の図面に表現しきれないときには施設別、工種別に複数の図面にする場合がある。
一般につぎの図面が作図される。
現況図（実測平面図）
対象地の地形や地質、敷地境界がわかる実測の平面図で、これに加えて地質、植生と植物生育状況、景観の状況、利用の銅線と到達性、既存施設との関係、給排水や電気などの現地設備の様子がわかる図面。工事図書としては計画敷地の状況が精査され、包括的に現況の地盤高や法面の位置などが表示されている。
構想図（エスキス）
対象地の平面図を元に、構造を平面図またはイメージ図として、描き入れた図面。あくまで構想用の図面であり、施工に際して必要となるわけではない。
計画平面図(Plan)
平面図とは空から下を見た姿で表現した図。設計図の中心ともなるもので、計画平面図は計画の一般的平面図で、対象地の設計意図を総括的に網羅している。構想から縮尺をつけてしだいに明確に位置と規模、収まり等を決定するために必要とする図面。現況図に基いて地割したもの。スケールは50から100分の1、中規模庭園以上の場合には100から200分の1、広地積のときは300分の1以上が用いられ、工事実施の場合には、更に工種別の平面図が必要な場合もある。同時に施設やその周辺の取り合いから、植栽の種類を決定などを行う。
なお、平面図類には、縮尺と方位、敷地境界線を忘れずに描く必要がある。平面図の縮尺はコピーによる縮小、拡大に備え、スケールバーにより表されることが多い。敷地境界線は一点鎖線などであらわす場合がある。また必要に応じて座標位置等も記入する。
位置図と案内図
位置図は事業の対象地の位置を表す図面。対象敷地の周辺状況を表示している。案内図は対象地の位置関係が広域からわかるように主要交通網や目標となるランドマークが記入されている図面。
求積図
別名で丈量図とも呼ばれ、必要に応じ用意される。敷地の面積を三角に区分していく三斜法などで表した図面。区分ごとに一覧表に整理され面積が計算される。
地割図と施設配置図
地割図は敷地ゾーニング図で、基本計画の下になる敷地全体図をそれぞれの性格の目的によって分けたものを表した図面である。施設配置図は対象地敷地の各施設位置、形状、規模を示した図面。いずれも施設等の記号、名称、形状と各種寸法、数量や単位が記入されており、これによって諸施設の位置と大きさ等が示される。
割付平面図（割付図）
石や二次製品などの割付、施設配置に関する詳細な図面となるもので、施工に当たっての施工図はこの平面図をもとにして作成され、丁張等がなされる。
造成平面図・造成断面図
両者とも基礎的な地盤造成にかかわる図。切土、盛土など、土地造成に関する情報を網羅しており、現況と計画の地盤高、場合によっては等高線を表し、比較検討できるよう作成される。擁壁や石積み、排水等を伴い、その構造等を示すために展開図や詳細図、断面図が用意される。
立断面図
立面図は横から見た図で、断面図はある断面を切断した際に表現される図。平面図上の２点を結ぶラインで地表を切断し、横から眺めた図である。造園では場合によっては、立面図と断面図を組み合わせた立断面図として作図される場合がある。これは断面図のように切断面における地形、段差、壁、天井、樹冠等の高さの関係をわかりやすく表現する他に立面図のように後方に立つ物体のデザインも同時に表現できる特長が生かせるためで、さらに人物を描き入れスケール感を、空や地面をも描き加え臨場感を出すことを行う。どこの立断面図であるかわかるように平面図上に切断ラインを示す２点と、どちら向きに眺めた図であるのかを表す矢印を描き入れておく。
縦断図
細長い敷地で造成の必要が生じる場合、必要に応じて法線等に沿った縦断方向の断面図も作成される。
植栽図
植栽は小規模な場合や簡単な地割計画なものでは計画平面に表されるが、大規模なものや複雑な計画の場合、わかりやすいように植栽の種類や配置、規模や割付に関する専門の平面図面を作製する。地割図や施設配置図同様、植栽に関する名称や必要な事項を記号で記載し、図上に一覧表に整理し添付する。
詳細図(detail：ディテール)
建築や土木の設計図同様、必要に応じ局部的なものを各局部ごとに必要に応じて作成し、全体からみた詳細部分について決める詳細を作製する。施設詳細図として施工区域の一部の縮尺を拡大して施設配置や植栽等での密度の高い区域で500分の1程度の平面図のみでは工事目的物の詳細意図が表現しきれないときに作成される。工作物等の局部を重点的に詳細化の過程で一般的には普通スケールは10-20分の1を採用するが、時には原寸図を作ることもある。
施設構造図
施設を伴う場合、その各種の構造を示す構造図面を作成する。縮尺の大きなものは構造詳細図とも呼び、平面図から立面図、側面図、断面図、展開図などを第三角法などを用いるなどして表される。
電気設備図・給排水設備図等
建築同様、これら一連の設備についても図面製作が必要となる場合がある。電気設備図は照明、放送、動力等の架空線や地下埋設線等の配管、配線平面図。給排水設備図は屋外施設のための給水・排水等の配管平面図である。
その他
建築同様場合により図面にて特記仕様書・仕上表、また簡易な施設を設置する場合に必要に応じその施設の矩計図や梁伏図と建具表、側面図、正面図、展開図、施工図、配筋図（加工図、鉄筋表など）も作製。発注者の作成した設計図書と施工現場の地形等の間には何らかの理由により若干の差異のあることが多く、このような場合に現場の管理者は現地に即応したおさまりをつけるためや、寸法に遊びの少ない施設を施工するに際して施工図を作成することにより、きれいに設計意図を現地におとすことが可能となる。この他土工図（整地部分、給排水管埋設図、ケーブル敷設図、各所集水枡や浄化槽配置図等)、工作物配置図（池泉、流れ、壁泉·配石·舗床、舗道·階段、その他庭園建造物·門·外囲等の配置)や配植物図（常緑高木と落葉高木との組合わせ、それに各種低木類等の配植、芝生・下草等の張付け·植付け箇所等)の3工種別の図面を用意するが、それらを色分けなどで区別して、2種類ですます場合もある。
スケールはなるべく大なるものが分り易いが、50分の1ぐらいが最も使用される。これは大なるスケールの場合には図上に配植物、配石、工作物等のスケール・材質・工法、仕上げ意匠等の大要まで記入することもでき、仕様書をも兼ねたものなら現場使用に便利が多い。
外構図
造園設計として建築の外構・エクステリアを設計する場合も、建築同様、建物の外回りの状態を図で示す。一般には植栽も同時に描き込むが、情報が込み入りが図示複雑な表現となる場合は別に植栽図を作成する。
原寸図
精密な工作物等を製作するときに設計図を拡大した原寸大の図面や姿図。これをつくってなぞることで施工をおこなう。
変更図面
工事の着手後に事情の変化によって設計変更の行われるケースは非常に多く、この変更内容を伝えるために変更図面を用意する。変更箇所を朱書きにする方法や、変更前後を併記、原設計図の第二原図を作製し、変更箇所を追い描きして線の濃淡で表すなどの手段によって、変更内容を表す。
竣工図
原設計図に実施の変更を加えて、作製した図面。内容変更に伴い、発注当初の図面と竣工させたものとの間に差異が生じることがある。このため、工事の竣工検査や管理者への引渡し、施設公開後の管理など、この図面によってなされる。
成果として提出する図面類の順は通常は次の通り。
1. 表紙と目次または図面一覧
2. 案内図
3. 配置図（完成図）
4. 現況図（完成前の現地状況図）
5. 造成平面図・造成断面図
6. 平面図（仕上図）
7. 寸法図
8. レベル図・断面図・詳細図など
9. 植栽図
10. 必要に応じて設備図・仮設図等

また、建築と同様に仕様書を図面形式で作成し、これらをセットで製本しておくことも多い。仕様書は施主、設計者、施工業者のための拠りどころともなり、工事上における一種の契約書にもなり得る。
庭園事業の設計図を分類すると平面図、鳥瞰図、詳細図など。他に立面図・断面図・透視図等も、特別の工事以外にはそう必要もない。
大規模外部空間造園/ランドスケープエリア設計で一般的な実施設計での図面リストとして、対象エリアが広くない場合は外構平面図・植栽図・詳細図、程度の図面とし、設備関係は建築の設備図に記入することもある。
図面の他に仕様書や特記、メーカーリストなども図面形式で作成して同じ冊子に綴じこんで提出する場合もあるが、大規模事業の場合は共通仕様書として旧建設省や国土交通省、URなどの公共団体が発行している公園工事共通仕様書を「公共団体が作成した者に準ずることとする」とする場合もある。
対象エリアが広範囲になるにつれて、より詳細図などの詳しく示した図面類が多くなる。種類等としては以下の通りのものがある。
- 施設詳細図 - 例）門扉詳細図、滝詳細図、パーゴラ詳細図など
- 平面詳細図 - 例）エントランス部分平面詳細、池平面詳細、坪庭平面詳細　など
- 断面詳細図 - 例）舗装断面詳細図、縁石断面詳細図、側溝断面詳細図、擁壁断面詳細図　など
- 備品配置図・備品詳細図、サイン配置図・サイン詳細図　など
- 現況植生図・伐採移植計画図
- 植栽に関する詳細
  - 植栽図、高中木植栽図、低木・地被植物植栽図
  - 客土図、客土断面詳細図
- 支柱詳細図
- 外構電気設備図、外構排水設備図、外構給水設備図
- 電気設備詳細図、給水設備詳細図、排水設備詳細図
- 排水設備詳細図、排水断面詳細図　など

旧日本道路公団・NEXCO各社の設計業務では、基本設計の机上計画設計方針作成（報告書に添付）として、道路の環境分級図のほか、設計テーマ等を作成した設計方針について、以下の設計コンセプト図に図化することとなっている。
- 設計コンセプト図Ⅰ：調査結果及び道路環境分級図に基づき、保全･保護対象物（自然環境、人文文化財、生活環境等）、景観要素（景観資源、景観阻害物等）、走行景観特性（景域区分）、設計テーマ・テーマ樹種等を記載した図面。路傍植栽及び連絡等施設毎に作製することとなっている。
- 設計コンセプト図Ⅱ：植栽設計の全体構成と各部の特徴付け、周辺景観と視点場の関係、周辺環境の保全・保護対策などを記載した図面。これも路傍植栽及び連絡等施設毎に作製することとなっている。

そして、各設計コンセプト図を次の施設ごとに作製する。
- 路傍植栽：周辺状況、景観・景域、自然環境・社会環境、主要視点場、植栽の機能等が把握出来るもの。
- 連絡等施設：周辺状況、景観・景域、自然環境・社会環境、主要視点場、植栽の機能等のほかに動線、園地区分までが把握出来るもの。

成果として提出する図面は次のとおりとなっている。
- 道路環境分級図（出力時5,000分の1 縦サイズは297mm 3部 報告書に綴込）
- 設計コンセプト図Ⅰ（連絡等施設は出力時縮尺125,000分の1 A3  1部、路傍植栽は出力時縮尺50,000分の1 A3サイズを3部）
- 設計コンセプト図Ⅱ（連絡等施設は縮尺出力時2,500分の1 A3サイズを1部、路傍植栽は出力時縮尺10,000分の1 A3サイズを3部）

また設計コンセプト図Ⅰの路傍植栽以外はカラーとし、設計コンセプト図Ⅰ（連絡等施設）と設計コンセプト図Ⅱ（路傍植栽）は報告書に綴込む。
基本設計図の作成成果は次のとおりとなっている。
- 連絡等施設平面図（出力時縮尺が2,500分の1 A3サイズを1部）
- 路傍植栽形式図（A3サイズを3部）鳥かん図（図郭をいれ A2サイズを1部 報告書に綴込）
- 透視図・合成画像（図郭をいれ A4サイズを3部）
- 空間イメージ図（図郭をいれ A4サイズを3部）

そして数量計算書、概算工事費計算書とともに製本する。空間イメージ図以外はカラー提出である。